# Air Algérie
Air Algérie er det nationale flyselskab fra Algeriet. Selskabet er ejet af det statsejede Sonatrach, og har hub og hovedkontor på Houari Boumediene Airport ved hovedstaden Algier. Air Algérie blev etableret i 1947.
Selskabet fløj i januar 2012 passager- og fragtflyvninger til 41 destinationer i 28 lande. Flyflåden bestod af 42 fly med en gennemsnitsalder på 8.2 år. Heraf var der blandt andet 22 eksemplarer af Boeing 737 og tolv ATR 72. De største fly i flåden var fem eksemplarer af Airbus A330-200 med plads til 232 passagerer.
I september 2021 strammede det nationale selskab sine regler efter anholdelsen af en af dets forvaltere, der transporterede stoffer mellem Frankrig og Algeriet.